# Wilhelmine von Leesen
Caroline Wilhelmine von Leesen (* 26. Februar 1847 in Orth auf Fehmarn; † 3. November 1906 in Leipzig) war eine deutsche Schriftstellerin.

## Leben
Der Vater Wilhelm von Leesen (1796–1847) war Besitzer des Guts Katharinenhof auf Fehmarn, er starb 20 Tage vor ihrer Geburt. Die Mutter war Anna Katharina, geborene von Haltermann. Ihre Schwester Emilie Antoinette (1833–1910) heiratete Theodor Gaedertz; ihre Brüder  Georg Heinrich Wilhelm (1836–1901) und Nicolaus Ferdinand (1838–1879) wurden 1861 gemeinsam mit ihrem kinderlosen Onkel August Ferdinand von Leesen in den Freiherrnstand erhoben und erbten den Landbesitz in der Provinz Posen, den dieser nach dem Verlust von Katharinenhof in Folge der Schleswig-Holsteinischen Erhebung erworben hatte. Der Verlust des elterlichen Gutes auf Fehmarn hinterließ bei ihr starke anti-dänische Gefühle. 
Wilhelmine wuchs in Lübeck auf und wohnte dann mit ihrer Mutter und der Schwester auf den Gütern des Onkels in Retschke (jetzt Drzeczkowo) bei Polnisch Lissa in der Provinz Posen.
Nach dem Tod der Mutter unternahm sie Reisen, unter anderem nach Italien.
Zwischen 1889 und 1895 veröffentlichte Wilhelmine von Leesen einige Romane und Erzählungen.
1895 ließ sie sich in Neiße in Schlesien nieder und 1901 in Leipzig, wo sie 1906 starb.

## Publikationen
Sie veröffentlichte Romane und Erzählungen unter dem Pseudonym Carl Postumus, auch in Zeitschriften.
- Unter dem Danebrog. Schleswig-Holsteinischer Roman, Janke, Berlin 1889
- Aus schwarzem Blut, Janke, Berlin 1890
- Braunedel, Janke, Berlin 1892 (1891), Roman
- In deutscher Hand, Janke, Berlin 1893, Ostmarkenroman
- Die Kraft einer Frau, R. Taendler, Berlin [ohne Jahr] (Fortsetzungsroman in einer Zeitschrift?)
- Kirchliche Ostergebräuche. Handbuch für Romreisende, Trewendt, Breslau 1895